# Rai 2

Logo van Rai 2 sinds 11 september 2016

Rai 2 is de tweede zender van de Radiotelevisione Italiana (Rai), de Italiaanse publieke omroep.

## Geschiedenis
Rai 2 was na Rai 1 het tweede beschikbare televisiekanaal in Italië. Rai 2 begon met uitzenden op 4 november 1961. Toen heette de zender Secondo Programma en van 15 maart 1976 tot 3 oktober 1983 was de naam van de zender Rete 2, ten gevolge van de hervorming van de Rai in 1975. Sinds 3 oktober 1983 heet het kanaal Rai Due, en ook ontstond toen het logo voor het kanaal, de rode kubus. Op 18 mei 2010 wijzigde de naam in Rai 2, waarbij het cijfer twee (due) voortaan niet meer werd uitgeschreven.
Aanvankelijk was Rai 2 verbonden aan PSI. Na de ineenstorting van de politieke traditionele Italiaanse partijen in de periode 1992-1994 heeft Rai 2 echter langzaamaan een eigen roeping gevonden, namelijk als informatief net, een net van verdieping en verslag, zich uitstrekkend van journalistisch onderzoek (zoals het programma Mixer) tot rechtstreekse reportages, van fictie tot een debat in de studio. In de tweede helft van de jaren negentig, onder leiding van Carlo Freccero, heeft het net geprobeerd een vernieuwender karakter aan te nemen en zich te wenden tot een jonger publiek, inzettend op amusement, satire en informatie, maar ook op verschillende reality shows. Later eigenden de centrumrechtse partijen de zender toe (Forza Italia, Lega Nord) Sinds het najaar 2016 heeft Rai 2 ook een HD-versie van haar kanaal: Rai 2 HD waarop de zender in HD uitzendt (beschikbaar via DVB-T en satelliet via TivuSat).

## Directeuren
| Massimo Fichera        | 1976-1979 |
| Pio De Berti Gambini   | 1980-1985 |
| Luigi Locatelli        | 1986-1989 |
| Giampaolo Sodano       | 1989-1993 |
| Giovanni Minoli        | 1993-1994 |
| Gabriele La Porta      | 1994-1996 |
| Carlo Freccero         | 1996-2002 |
| Antonio Marano         | 2002-2004 |
| Massimo Ferrario       | 2004-2006 |
| Antonio Marano         | 2006-2009 |
| Massimo Liofredi       | 2009-2011 |
| Pasquale D'Allessandro | 2011-2012 |
| Angelo Teodoli         | 2012-2016 |
| Ilaria Dallatana       | 2016-2017 |
| Andrea Fabiano         | 2017-2018 |
| Carlo Freccero         | 2018-2020 |
| Ludovico Di Meo        | 2020-nu   |

## Programma's

### Nieuws
- TG2
- TG2 Dossier
- TG2 Punto di Vista
- TG2 Punto.it
- TG Parlamento

### Shows
- Portobello; In 1977 werd dit programma voor het eerst uitgezonden en het werd het eerste succesprogramma dat niet werd uitgezonden op Rai 1. Vanaf dat moment raakte het Italiaanse publiek gewend aan de mogelijkheid zelf te kunnen kiezen naar welk kanaal men keek. Het was een verandering van een tijdperk; de loyaliteit aan het eerste net (Rai 1) eindigde, wat het begin betekende van een proces dat niet lang daarna zou leiden tot het succes van de zenders van de commerciële televisie.
- Al Posto Tuo
- Quelli che... il Calcio
- Piazza Grande
- L'Italia sul 2

### Reality shows
- L'Isola dei Famosi (it.: "The V.I.P. Island" , Survivor)

### Series
In de loop der jaren heeft Rai Due vele televisieseries uitgezonden die veel succes hebben gehad:
- Alias
- Brothers & Sisters
- Il Clown (Der Clown)
- Close to Home
- Desperate Housewives
- E.R. - Medici in Prima Linea
- Felicity
- Friends
- Ghost Whisperer
- Hunter
- Incantesimo
- JAG
- Jarod il camaleonte (The Pretender)
- Jericho (uitgezonden tijdens de zomer van 2007)
- Lost
- NCIS
- Nikita
- One Tree Hill
- Profiler
- Roswell (Van deze serie zijn alle drie de seizoenen uitgezonden)
- Senza Traccia (Without a Trace)
- Squadra Speciale Cobra 11 (Alarm für Cobra 11 – Die Autobahnpolizei)
- Streghe (Charmed) (Van deze serie zijn tot aan de zomer van 2006 alle acht de seizoenen uitgezonden)
- Supernatural

### Anime
- Baby Felix en Zijn Vriendjes
- Doraemon
- Huntik
- Digimon (2000-2004)
- Gear Fighter Dendoh
- Guru Guru
- Medarot
- Super Doll Rika Chan
- Shaman King
- Monster Allergy
- B-Daman Crossfire

### Sport
- Domenica Sprint
- Dribbling
- La Domenica Sportiva

## Ontvangst
In Nederland & België is ontvangst van Rai 2 mogelijk via de Hotbird-satelliet, welke hangt op 13 graden oost. Nagenoeg alle uitzendingen zijn vrij te ontvangen, behoudens enkele (sport)uitzendingen per week waarvan men geen rechten voor buiten Italië bezit die gecodeerd worden (die zijn alleen te zien via het gratis/free to view aanbod van TivuSat). In Nederland is Rai 2 sinds december 2016 ook te zien via de Ziggo interactieve app TV Italiana voor (extra betalende) abonnees met de Mediabox XL (voorheen Horizon). In België is Rai 2 ook gratis te ontvangen bij Proximus TV. Rai 2 HD is alleen via TivuSat te zien.